# 張哲書
張哲書（1973年12月21日—），台灣台北人，為台灣知名導演，畢業於華岡藝校，其執導的多部偶像劇受到好评。如2000年執導華視偶像劇《麻辣鮮師》，當時主演潘瑋柏
、張善為、杜詩梅、潘慧如、楊一展、林佑威、金剛、林韋君等，現都已為知名演員，並創下當時華視最高收視率

## 導演作品

### 連續劇
- 2000-2002年華視偶像劇《麻辣鮮師》
- 2002年華視偶像劇《橘子醬男孩》
- 2003年華視偶像劇《新麻辣鮮師》
- 2004年東森偶像劇《乒乓》
- 2005年TVBS偶像劇《惡男宅急電》
- 2005年TVBS八點檔《八星報喜》
- 2006年華視偶像劇《剪刀石頭布》
- 2007年華視偶像劇《惡女阿楚》
- 2007年民視偶像劇《原來我不帥》
- 2009年華視偶像劇《星光下的童話》
- 2011年台視八點檔《姊妹》
- 2011年湖南衛視偶像劇《童話二分之一》
- 2011年湖南衛視、中視偶像劇《七個朋友》
- 2012年三立偶像劇《金大花的華麗冒險》
- 2013年湖南衛視偶像劇《妻子的秘密》
- 2014年浙江衛視偶像劇《我的青春高八度》
- 2014年愛奇藝網路劇《澀世紀傳說》
- 2015年偶像劇《好想聽你說愛我》
- 2016年客家電視台偶像劇《勞動之王》
- 2017年湖南衛視家庭倫理青偶劇《如果,愛》
- 2021年愛奇藝網路劇《唉喲!棒球一下》

### 金鐘劇
- 2008年緯來電影台金鐘劇《OHAEVA哥哥》
  - 製作人、導演。（榮獲新聞局頒發優良戲劇獎）(入圍97年度金鐘獎四個獎項.攝影.燈光.剪接.音樂)
- 2009年公共電視人生劇展《顏色》製作人、導演。
- 2009年公共電視人生劇展《撞神》
- 2010年公共電視新聞局輔導金HD金鐘劇《看見0.04的幸福》製作人、導演。

### 電視電影
- 2005年緯來電影台電視電影《小胖的故事》
- 2006年緯來電影台電視電影《魔鬼女教師》
- 2007年緯來電影台電視電影《鬥陣來發財》
- 2007年緯來電影台電視電影《神鬼高校》
- 2008年緯來電影台電視電影《黑道診所》
- 2008年緯來電影台電視電影《戲班遇到鬼》
- 2008年緯來電影台電視電影《改造野豬妹》
- 2008年緯來電影台電視電影《美味賭王》
- 2008年緯來電影台電視電影《鬥牛》
- 2013年緯來電影台電視電影.父親系列《我的窮爸爸》製作人、導演。
- 2013年緯來電影台電視電影.父親系列《我的富爸爸》製作人、導演。
- 2013年緯來電影台電視電影.父親系列《我的明星爸爸》製作人、導演。
- 2018年電影版王牌教師 麻辣出擊導演

### 其他
- 2006年衛視中文台《驚異傳奇》單元劇
  - 《意外的訪客》
  - 《命運懷錶》
  - 《雙胞胎》
  - 《寫真手札》
  - 《過去式男人》
- 2010年東森幼幼台卡通頻道《白蘭氏超能小隊》
- 2010年歌手孫淑媚MV《痴情歌》專輯

## 外部連結
- YouTube上的緯來電影台CH63自製電影《黑道診所》 導演：張哲書